# Айрк
Айрк (вірм. Այրք) — село в марзі Гегаркунік, на сході Вірменії. Село розташоване дорозі між селом Неркін Шоржа та містом Варденіс, по відношенню до якого розташоване на південний схід.
В селі розташовані церкви, які датуються 1181 р. та 13 століттям. Обидві церкви мають великі кадовища. Між церквами проходять фортифікації часів Залізної доби.